# Olga af Grækenland og Danmark
 Der er flere personer med dette navn, se Olga af Grækenland.
Prinsesse Olga af Grækenland og Danmark (græsk: Πριγκίπισσα Όλγα της Ελλάδας και της Δανίας), senere Prinsesse Olga Karadjordjević (serbokroatisk: кнегиња Олга Карађорђевић/Kneginja Olga Karađorđević), (11. juni 1903 i Tatoi – 16. oktober 1997 i Paris) var en græsk prinsesse, der var gift med prinsregent Paul af Jugoslavien. 
Olga var den ældste datter af prins Nikolaos af Grækenland og Danmark og storfyrstinde Helena Vladimirovna af Rusland. Kong Georg 1. af Grækenland var prinsesse Olgas farfar. I 1922 var hun kortvarigt forlovet med den senere kong Frederik 9. af Danmark, men blev i stedet gift med prins Paul af Jugoslavien i 1923. Prins Paul blev i 1934 prinsregent i Jugoslavien på vegne af den mindreårige kong Peter 2. af Jugoslavien, og Olga kom derved til at udfylde funktionen som landets førstedame med mange repræsentative opgaver. I 1941 blev Prins Paul dog afsat ved et kup, efter han havde underskrevet Tremagtspagten, der gjorde Jugoslavien til en del af Aksemagterne. Parret kom derefter i britisk fangenskab og tilbragte efterfølgende mange år i husarrest og eksil forskellige steder i Afrika. Først i 1948 kunne familien vende tilbage til Europa, og Prinsesse Olga levede herefter i Paris frem til sin død i 1997.
Prinsesse Olga var kusine til kongerne Georg 2., Alexander 1. og Paul 1. af Grækenland, dronningemoderen Helena af Rumænien og den britiske prinsgemal Prins Philip, hertug af Edinburgh. Hun er desuden mormor til den amerikanske skuespiller Catherine Oxenberg. 

## Biografi

### Fødsel og familie
Prinsesse Olga blev født den 11. juni 1903 på slottet Tatoi ved foden af Parnesbjergene på halvøen Attika lidt nord for Grækenlands hovedstad Athen. Hun var den ældste datter af Prins Nikolaos af Grækenland og Danmark og Storfyrstinde Helena Vladimirovna af Rusland. Hendes far var en yngre søn af den danskfødte Kong Georg 1. af Grækenland, mens hendes mor var datter af Storfyrst Vladimir Aleksandrovitj af Rusland, et ledende medlem af familien Romanov. Blandt hendes oldefædre var dermed både Kong Christian 9. af Danmark og Kejser Aleksandr 2. af Rusland, mens Kejser Nikolaj 1. af Rusland var oldefar til begge hendes forældre. Ifølge græsk tradition blev hun som den førstefødte datter opkaldt efter sin farmor, Dronning Olga af Grækenland.
Prinsesse Olga havde to yngre søstre, Prinsesse Elisabeth og Prinsesse Marina. Prinsesse Elisabeth giftede sig i 1934 med den tyske greve Karl Theodor af Toerring-Jettenbach, mens Prinsesse Marina i 1934 giftede sig med Prins George af Storbritannien, en yngre søn af Kong Georg 5. af Storbritannien.

### Opvækst
Prinsesse Olga voksede op med sine to søstre under relativt enkle forhold i forældrenes palæ i Athen, der havde været en bryllupsgave til prins Nikolaos og prinsesse Helena fra Nikolaj 2. af Rusland i anledning af deres bryllup i 1902. Bygningen huser i dag den italienske ambassade. Prinsessernes opdragelse blev varetaget af en engelsk guvernante, Kate Fox, kaldet Nurnie. En gang om året rejste familien til Rusland, hvor de besøgte deres slægtninge fra familien Romanov. Den lille prinsesse og hendes søstre havde der lejlighed til at lege med Nikolaj 2.'s døtre, der var nogenlunde på alder med dem. Familien befandt sig således i Sankt Petersborg, da Første Verdenskrig brød ud i 1914.

### Første eksil
Første Verdenskrig blev en problematisk tid i den græske kongefamilies historie. Efter det komt til et brud mellem Olgas morbror, Kong Konstantin 1. og premierminister Elefthérios Venizélos på grund af spørgsmålet om Grækenlands deltagelse i krigen, brød der en borgerkrigslignende tilstand ud i landet, der fra 1915 var delvist besat af Ententemagterne.. I 1917, da Olga var 14 år gammel, blev kong Konstantin 1., der blev opfattet som tyskvenlig, efter pres fra de allierede tvunget til at abdicere til fordel for sin næstældste søn, Alexander, mens hans selv, hans hustru og de øvrige børn gik i eksil i Schweiz. Også Prins Nikolaos, der blev omtalt som "monarkiets onde ånd" af Venizélos' tilhængere, så sig nødsaget til at følge sin bror i eksil med sin familie. De bosatte sig først i Sankt Moritz i Schweiz og efterfølgende i Paris, hvor de levede under beskedne økonomiske forhold. De kunne vende tilbage til Grækenland i 1920, da Kong Konstantin 1. blev genindsat som konge efter Kong Alexanders død.

### Forlovelse med Frederik 9.
Prinsesse Olga blev, sammen med sin søster Prinsesse Marina, betragtet som "en af sin tids smukkeste kvinder", men ifølge hendes biograf Ricardo Mateos Sainz de Medrano var hun en "stille, romantisk og skrøbelig personlighed".
Allerede før familien gik i eksil i 1917, var et ægteskab på tale mellem Prinsesse Olga og hendes halvfætter Kronprins Frederik af Danmark (den senere Kong Frederik 9.). De to unges forlovelse blev sågar offentligt bekendtgjort i 1922, da Olga var 18 år gammel. Men for Olga var det en blivende ydmygelse at den danske prins kejtet tog hendes søsters hånd i stedet for hendes ved den officielle præsentation af det unge par foran folket i Athen. Kort efter besluttede Olga at gøre en ende på forlovelsen med den danske tronarving.

### Andet eksil
Senere samme år måtte Prinsesse Olga og hendes familie igen gå i eksil, da Kong Konstantin 1. blev endegyldigt afsat. Hun opholdt sig derefter i henholdsvis Sanremo, Paris og London. Under sit ophold i London blev hun af nogle set som en mulig brud for fyrsten af Wales (den senere Kong Edvard 8. af Storbritannien), og der gik rygter om et romantisk forhold mellem de to kongelige, uden at det dog førte til en forlovelse.

### Ægteskab
Den 26. juli 1923, kort efter sin 20 års fødselsdag, blev hun forlovet med Prins Paul af Jugoslavien, der var fætter til Kong Alexander 1. af Jugoslavien. De blev gift den 22. oktober 1923 i Beograd. De fik tre børn, Prins Alexander, Prins Nikola og Prinsesse Elisabeth.
Efter brylluppet blev hun prinsesse af Jugoslavien. Hun lærte hurtigt at tale serbokroatisk, omend med en stærk græsk accent. Prins Paul og Prinsesse Olga boede efter brylluppet i Beli dvor (Det Hvide Slot) i Beograd, et chalet i Bohinjdalen i Alperne og en villa på Rumunska Ulica (den nuværende Užička-gade) i Beograd. Selv om hun nød godt af den store formue, hendes mand havde arvet fra sin mødrene familie, den russiske Demidov-slægt, oplevede hun alligevel livet i sit nye land som mere monotont og kedeligt, end det kosmopolitiske liv, hun var vant til. Hendes forhold til Jugoslaviens kongepar Kong Alexander 1. og Dronning Maria var heller ikke godt.

### Regentgemalinde og Anden Verdenskrig
Den 9. oktober 1934 blev Kong Alexander 1. myrdet i et attental, og Prins Paul blev udnævnt til prinsregent for Kong Alexanders mindreårige søn Peter 2. af Jugoslavien. Olga fik mange repræsentative opgaver i mandens regeringstid og fulgte med ham på statsbesøg, hvor hun blandt andet mødte både Hitler og Mussolini. Det anses, at Olga havde en vis indflydelse på Prins Pauls politiske beslutninger.
Under Anden Verdenskrig, den 25. marts 1941, underskrev Prins Paul Tremagtspagten på vegne af regeringen under ledelse af Cvetković. Pagten gjorde Jugoslavien til en del af Aksemagterne, dog uden forpligtelse til at kæmpe og med garanti for handlingsfrihed. To dage senere udførte ledere fra det jugoslaviske luftvåben et statskup mod regeringen og regent, hvor de erklærede Kong Peter for myndig. Paul, Olga og deres tre børn blev arresteret og givet som fanger til briterne. De blev deporteret til Grækenland, hvor de opholdt sig som gæster hos Kong Georg 2., og derfra videre til Egypten. I mellemtiden foranledigede regeringsskiftet i Jugoslavien Hitler til at bombe Beograd og derefter invadere landet i april 1941. Paul og hans familie blev flyttet fra deres husarrest i Cairo til Kenya, hvor de ankom den 28. april 1941. Da Olgas søsters mand George, hertug af Kent døde ved en flyulykke i august 1942, fik Olga tilladelse til at rejse til England for at trøste sin søster, Prinsesse Marina. Olga og Paul kom senere til Sydafrika, hvor de levede i eksil under resten af Anden Verdenskrig.

### Senere liv
Familien vendte tilbage til Europa i 1948, og Olga bosatte sig siden i Paris. Hun deltog i resten af sit liv ofte ved kongelige sammenkomster. I slutningen af sit liv led hun af Alzheimers sygdom, og tilbragte flere år på et hospital i Meudon, en forstad til Paris. Hun døde 94 år gammel den 16. oktober 1997 i Paris og blev begravet ved siden af sin mand og søn Prins Nikola på Cimetière de Bois de Vaux i Lausanne i Schweiz.
I 2012 blev Prins Paul rehabiliteret af en ny serbisk regering, og den 28. september blev resterne af Prinsesse Olga, Prins Paul og Prins Nikola overført til Beograd. Efter en ceremoni i Sankt Michael-katedralen i Beograd, der blev overværet af de overlevende børn og børnebørn, Kronprins Alexander af Jugoslavien og hans hustru, Serbiens præsident Tomislav Nikolić samt medlemmer af hans regering, blev deres rester gravsat i Karađorđević-familiens mausoleum i Oplenac i byen Topola i det centrale Serbien.

## Efterkommere
1. Prins Alexander af Jugoslavien (født 1924)
  - Prins Dimitri af Jugoslavien (født 1958)
  - Prins Michael af Jugoslavien (født 1958)
  - Prins Sergius ’’Serge’’ Wladimir Emanuel Marie af Jugoslavien (født 1963)
  - Prinsesse Helene Olga Lydia Tamara Maria af Jugoslavien (født 1963)
    - Milena Gaubert (født 1988)
    - Anastasia Gaubert (født 1991)
    - Leopold Gaubert (født 1997)

  - Prins Dushan Paul af Jugoslavien (født 1977)
2. Prins Nikola af Jugoslavien (1928 – 1954)
3. Prinsesse Elizabeth af Jugoslavien, kendt som Jelisaveta Karadjordjevic (født 1936), forkæmper for menneskerettigheder, serbisk præsidentkandidat i 2004
  - Catherine Oxenberg (født 1961), amerikansk skuespillerinde
    - India Riven Oxenberg (født 1991)
    - Maya Van Dien (født 2001)
    - Celeste Alma Van Dien (født 2003)

  - Christina Oxenberg (født 1962)
  - Nicholas Augustus Balfour (født 1970)
    - India Lily Alexandra Balfour (født 2002)
    - Gloria Elizabeth Balfour (født 2005)

## Titler, prædikater og æresbevisninger

### Titler og prædikater fra fødsel til død
- 1903-1923: Hendes Kongelige Højhed Prinsesse Olga af Grækenland og Danmark
- 1923-1976: Hendes Kongelige Højhed Prinsesse Olga af Jugoslavien
- 1976-1997: Hendes Kongelige Højhed Prinsesse Olga af Danmark

## Fodnoter
1. ↑  Eftersom Grækenland afskaffede monarkiet under militærdiktaturen i 1973 og definitivt ved folkeafstemning i 1974, forsvandt samtidigt denne titel, men trods det bruger og brugte den tidlige kongefamilie de gamle græske titler efter 1974. De har historisk forbindelse til det danske kongehus, og kun deres danske titler er anerkendt internationalt efter 1974.
2. ↑  Efter sin mands død i 1976 antog Olga titlen prinsesse af Danmark. Forklaringen er, at Jugoslavien var blevet en forbundsrepublik allerede i 1945, mens Grækenland blev en republik i 1974.

## Eksterne links
- The Greek Royal Family Arkiveret 19. oktober 2019 hos  Wayback Machine – Den græske kongefamilies officielle hjemmeside (engelsk)
- Olga af Grækenland og Danmark på gravsted.dk